# In silico

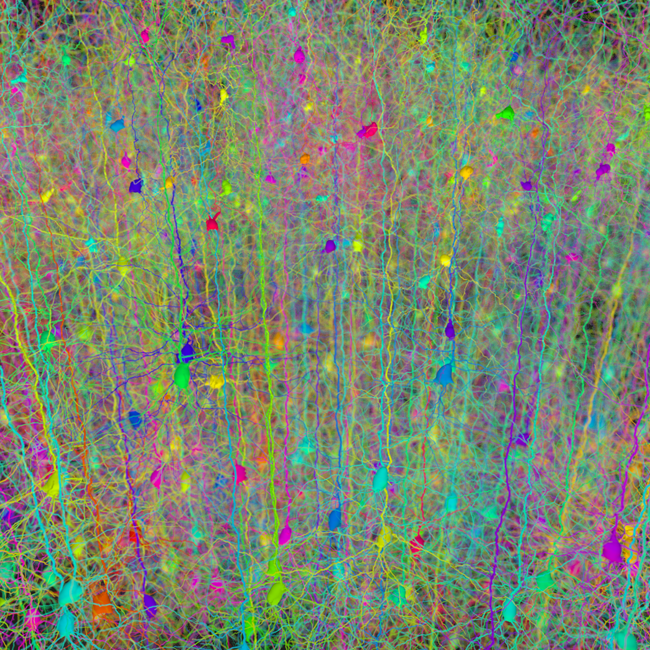
Obraz uzyskany in silico

In silico (łac. w krzemie) – termin naukowy stosowany w biologii, informujący o tym, że wykonane czynności (badania) zostały przeprowadzone za pomocą komputera. Powstał przez analogię do określeń in vivo i in vitro. Pierwotnie dotyczył jedynie symulacji komputerowych. Typowym przykładem analiz in silico są analizy genomów za pomocą programów komputerowych. Badania tego typu są podstawową metodą badawczą w genomice.